# Carry on the Memories
「Carry on the Memories」（キャリー・オン・ザ・メモリーズ）は、TM NETWORKの通算48枚目のシングルである。2025年2月26日にマキシシングル、同年3月26日に10インチレコードがそれぞれリリース。同年4月9日にデジタルリリース。

## 概要
本作に収録された3曲は、2022年夏から「“FANKS intelligence Days”」を冠に掲げ、全国で40本行ったコンサートのリハーサル中に生まれた“三部作”の楽曲である。各地での演奏を経て、ライヴごとに少しずつ曲を書き加えて完成させるという、初の制作スタイルとなった。
ライヴでは小室哲哉と木根尚登がリードヴォーカルを担当したが、スタジオ音源化にあたっては従来通り宇都宮隆をメインヴォーカルとしてレコーディングを行った。
表題曲「Carry on the Memories」は、2025年2月28日公開のドキュメンタリー映画『TM NETWORK Carry on the Memories -3つの個性と一つの想い-』の主題歌として起用も決定している。
CD、アナログ盤、音楽配信の三形態でリリースされているが、収録内容に違いはない。

## 収録曲

### CD盤、音楽配信
| 全作詞・作曲・編曲: 小室哲哉。 |                            |          |            |       |
| #                              | タイトル                   | 作詞     | 作曲・編曲 | 時間  |
| 1.                             | 「Carry on the Memories」  | 小室哲哉 | 小室哲哉   | 05:25 |
| 2.                             | 「Good Morning Mr.Roadie」 | 小室哲哉 | 小室哲哉   | 04:16 |
| 3.                             | 「Show My Music Beat」     | 小室哲哉 | 小室哲哉   | 04:26 |
| 合計時間:                      | 合計時間:                  | 14:07    |            |       |

### アナログ盤（10inchEP）
| 全作詞・作曲・編曲: 小室哲哉。 |                           |          |            |       |
| #                              | タイトル                  | 作詞     | 作曲・編曲 | 時間  |
| 1.                             | 「Carry on the Memories」 | 小室哲哉 | 小室哲哉   | 05:25 |

| 全作詞・作曲・編曲: 小室哲哉。 |                            |          |            |       |
| #                              | タイトル                   | 作詞     | 作曲・編曲 | 時間  |
| 2.                             | 「Good Morning Mr.Roadie」 | 小室哲哉 | 小室哲哉   | 04:16 |
| 3.                             | 「Show My Music Beat」     | 小室哲哉 | 小室哲哉   | 04:26 |
| 合計時間:                      | 合計時間:                  | 14:07    |            |       |

## 曲解説
1. Carry on the Memories
2024年春に行われたツアー「40th FANKS intelligence Days 〜YONMARU〜」にて披露された楽曲。ドキュメンタリー映画『TM NETWORK Carry on the Memories -3つの個性と一つの想い-』の主題歌。
小室は木根の実家の応接室をイメージしながら、「色々な楽器が置いてあって、今はもう音楽を辞めてしまった人も含めて沢山の人がいた」過去を歌詞のモチーフにし、TMが普段からライブでMCを挟まないこともあり、「自分たちはこういう感じだけど、皆はどうですか?」と投げかける様に書いた[5]。
宇都宮は「感傷的な歌詞なので、気持ちを入れてしまうと自分達だけの歌になってしまう」という危惧から、軽快に歌うことで、多くの人に広がる様に意識した[5]。
2. Good Morning Mr.Roadie
2024年初頭に行われたツアー「40th FANKS intelligence Days 〜STAND 3 FINAL〜」にて披露された楽曲。
タイトルは坂本龍一の「Merry Christmas Mr. Lawrence」へのオマージュであり、音楽業界のスタッフ達が夜でも「おはようございます」と挨拶することをかけた[5]。
宇都宮がツアーのスタッフと一緒に飲みに行く話、機材運搬スタッフがライブ会場の入り口で煙草を吸い合うシーン、ジャクソン・ブラウンがローディーとファンに捧げた楽曲「The Load-Out」「Stay」をモチーフにしている[5]。
宇都宮の「これは2人も歌った方が伝わりやすい」という思いから、小室・木根がメインボーカルを担当している部分がある[5]。
3. Show My Music Beat
2023年秋に行われたツアー「40th FANKS intelligence Days 〜DEVOTION〜」にて披露された楽曲。

## 収録アルバム
Carry on the Memories
- 40th FANKS intelligence Days 〜YONMARU〜（ライヴ・ヴァージョン、小室＆木根のヴォーカルヴァージョン）

Good Morning Mr.Roadie
- 40th FANKS intelligence Days 〜STAND 3 FINAL〜（ライヴ・ヴァージョン、小室＆木根のヴォーカルヴァージョン）

Show My Music Beat
- 40th FANKS intelligence Days 〜DEVOTION〜（ライヴ・ヴァージョン、小室＆木根のヴォーカルヴァージョン）